# Flávio Marcelino
Flávio Marcelino (m. 12 de setembro de 413) foi um tribuno e notário (em latim: tribunus et notarius) durante o reinado do imperador Honório. Flaviano possuía a confiança do imperador devido seu bom senso e conduta ilibada.
Em 411 foi enviado para a África como juiz plenipotenciário para presidir e sentenciar na grande conferência entre católicos e donatistas que iniciou-se em 1 de junho do mesmo ano e perdurou por vários dias. Marcelino decidiu a favor dos católicos, tendo novos decretos imperiais sido publicados contra os donatistas. Devido a seu interesse por questões teológicas e religiosas, Marcelino aproximou-se de Santo Agostinho (escreveu-lhe várias cartas e livros) e São Jerônimo. Em 413 Marcelino e seu irmão Apringio foram presos por Marino devido as acusações de partidarismo com Heracliano. Embora os bispos africanos, entre eles Santo Agostinho, tenham intervindo a seu favor, Marcelino foi decapitado  em 13 de agosto de 413 por ordem de Marino. Em 30 de agosto de 414 um édito que regulamentou a realização de decretos contra donatistas, citou Marcelino com honra. Seu nome entrou no Martirológio Romano e a ele foi consagrado o dia 6 de abril como um mártir.